# Coryssomerus capucinus
Coryssomerus capucinus är en skalbaggsart som först beskrevs av Beck 1817.  Coryssomerus capucinus ingår i släktet Coryssomerus, och familjen vivlar. Arten är reproducerande i Sverige.